# Szachowskoje (obwód uljanowski)
Szachowskoje (ros. Шаховское) – wieś (sieło) w Rosji, w obwodzie uljanowskim, w rejonie pawłowskim. W 2010 liczyła 581 mieszkańców, wśród których 449 zadeklarowało narodowość rosyjską, 8 ukraińską, 3 tatarską, 5 czuwaską, 9 mordwińską, a 98 osób nie wskazało żadnej.

## Urodzeni
- Michaił Susłow